# Kurt von dem Borne (Admiral)
Kurt Gotthelf Kreuzwendedich von dem Borne (* 24. November 1885 in Bromberg; † 31. Januar 1946) war ein deutscher Marineoffizier, zuletzt Vizeadmiral im Zweiten Weltkrieg.

## Leben

### Herkunft
Borne entstammte dem märkischen Adelsgeschlecht von dem Borne. Er war der Sohn des gleichnamigen preußischen Generals der Infanterie Kurt von dem Borne, der in erster Ehe mit Marie Hentschel verheiratet war.

### Militärkarriere

#### Kaiserliche Marine und Erster Weltkrieg
Borne trat am 6. April 1904 als Seekadett in die Kaiserliche Marine ein und erhielt seine Grundausbildung auf dem Schulschiff Stosch. Anschließend absolvierte er bis Ende September 1906 die Marineschule und wurde zwischenzeitlich am 11. April 1905 zum Fähnrich zur See ernannt. Danach setzte man ihn an Bord des Linienschiffes Lothringen ein, wo er am 28. September 1907 zum Leutnant zur See befördert wurde. Es folgte dann Verwendungen von Anfang Oktober 1907 bis Ende März 1909 auf den Schulschiffen König Wilhelm und Charlotte. Als Oberleutnant zur See war Borne anschließend in der Folge Wachoffizier auf dem Großen Kreuzern Hansa, Blücher und Moltke. Ab 1. Oktober 1913 stand Borne zur Verfügung der I. Werftdivision in Kiel und kam dann am 15. Januar 1914 als Artillerieoffizier auf den gerade in Dienst gestellten Kleinen Kreuzer Karlsruhe. Mit dem Schiff trat Borne die Ausreise in die Karibik an, wo der Kreuzer im Stationsdienst eingesetzt wurde.
Mit Ausbruch des Ersten Weltkriegs führte das Schiff erfolgreich Kreuzerkrieg. Dabei wurden insgesamt 17 Schiffe versenkt bzw. als Prise eingebracht. Nachdem sich auf der Karlsruhe heftige Explosionen ereignet hatten, die östlich der Insel Trinidad zum Untergang des Schiffes führten, kehrte Borne als einer der Überlebenden auf dem Begleitdampfer Rio Negro in die Heimat zurück. Dort wurde er vom 22. Dezember 1914 bis 25. Januar 1915 als Artillerieoffizier auf dem Hilfskreuzer Vineta eingesetzt. Anschließend stand Borne zur Verfügung der I. Marineinspektion und wurde am 7. März 1915 als Artillerieoffizier auf den Kleinen Kreuzer Regensburg versetzt. Dort erfolgte am 17. Juni 1915 seine Beförderung zum Kapitänleutnant. Vom 29. Mai bis 14. Juli 1917 war Borne als Artillerielehrer auf dem Artillerieschulschiff Kaiserin Augusta tätig. Anschließend gehörte er bis 16. Januar 1918 zum Schiffstamm des Kreuzers Cöln, auf der er dann nach der Indienststellung als Artillerieoffizier verwendet wurde. Am 20. September 1918 ging Borne von Bord und wurde als Dritter Admiralstabsoffizier in den Stab des Befehlshabers der Torpedobootsstreitkräfte versetzt.

#### Reichsmarine
Nach Kriegsende wurde Borne bis Mitte Februar 1919 zur Verfügung des Flottenkommandos gestellt und kurzzeitig zur Dienstleistung zum Admiralstab der Marine kommandiert. Es folgten Verwendungen in der Kriegswissenschaftlichen Abteilung des Admiralstabs sowie als Dezernent in der Zentralabteilung der Admiralität. Am 9. September 1920 wurde Borne aus dem aktiven Dienst verabschiedet.
Zum 1. Februar 1925 wurde Borne als Zivilangestellter in die Reichsmarine übernommen und als Sachbearbeiter in der Marineleitung beschäftigt. Mit seiner Reaktivierung als Landesschutzoffizier mit dem Dienstgrad als Fregattenkapitän kam er dann in die Wirtschaftsabteilung der Marineleitung.

#### Kriegsmarine und Zweiter Weltkrieg
Mit Überführung der Reichsmarine in die Kriegsmarine wurde die Wirtschaftsabteilung im März 1936 in Wehrwirtschaftsabteilung umbenannt. Mit seiner Beförderung zum Kapitän zur See am 1. April 1936 wurde Borne in Vertretung Chef der Abteilung. Zum 1. Juni 1936 erfolgte schließlich seine Ernennung zum Chef der Wehrwirtschaftsabteilung. Diesen Posten hatte Borne über den Beginn des Zweiten Weltkriegs bis zum 19. November 1939 inne. Anschließend folgte seine Verwendung als Chef der Amtsgruppe Wehrwirtschaft der Kriegsmarine. In dieser Funktion wurde Borne am 1. Juli 1940 zu den Truppenoffizieren überführt und gleichzeitig zum Konteradmiral befördert. Am 1. September 1942 wurde er Vizeadmiral. Vom 1. November 1942 bis 31. Juli 1944 war Borne beim Oberkommando der Marine als Chef des Amtes Rüstung und Wehrwirtschaft tätig und wurde anschließend bis 30. September 1944 zur Verfügung des Oberbefehlshabers der Kriegsmarine gestellt. Mit diesem Datum wurde Borne aus dem aktiven Dienst verabschiedet, bereits einen Tag später aber wieder zur Verfügung der Kriegsmarine gestellt, ohne jedoch zum aktiven Wehrdienst herangezogen zu werden.
Ab Ende September 1945 befand sich Borne in sowjetischer Kriegsgefangenschaft, in der er später verstarb. Die Todesumstände sowie der Sterbeort sind nicht bekannt. Der Todestag wurde amtlich festgelegt.

### Familie
Borne heiratete am 9. Juni 1917 in Hamburg Ruth Gertrud Anna Josephine Maud von Lewinski (* 20. September 1896 in Metz), Tochter des Generalmajors Alfred von Lewinski. Aus dieser Ehe gingen drei Kinder hervor, von denen der älteste Sohn ebenfalls zur Kriegsmarine ging und im Zweiten Weltkrieg am Bord eines U-Bootes diente.

### Auszeichnungen
- Eisernes Kreuz (1914) II. und I. Klasse[3]
- Ehrenritter des Johanniterordens[3]
- Bayerischer Militärverdienstorden IV. Klasse mit Schwertern[3]
- Friedrich-August-Kreuz II. Klasse[3]
- Ehrenkreuz für Frontkämpfer
- Kriegsverdienstkreuz (1939) II. und I. Klasse mit Schwertern
- Deutsches Kreuz in Silber am 31. Juli 1944